# Arthur Henry Shakespeare Lucas
Arthur Henry Shakespear Lucas (Stratford-upon-Avon, 7 maggio 1853 – Albury, 10 giugno 1936) è stato un insegnante e botanico britannico che visse in Australia per oltre 50 anni.

## Biografia
Terzo figlio del Rev. Samuel Lucas, ministro wesleyano, e di Elizabeth Broadhead, Lucas sviluppò sin da piccolo un interesse per le scienze naturali. Trascorse l'infanzia in Cornovaglia e a 9 anni si trasferì con la famiglia nel Gloucestershire, dove iniziò a frequentare la scuola, dapprima in una struttura privata e poco dopo presso la
Kingswood School di Bath, dove ricevette una solida formazione in materie classiche, lingue moderne e matematica.
Nel 1870 Lucas entrò al Balliol College di Oxford.
Sfortunatamente si ammalò di polmonite prima del suo esame finale. Comunque vinse la borsa di studio in Geologia Burdett-Coutts. Lucas quindi si recò a Londra per frequentare un corso di Medicina e vinse la borsa di studio in scienze per l'ospedale di Londra.
Quando suo fratello maggiore fu obbligato a trasferirsi in Australia, Lucas lasciò gli studi e divenne insegnante presso la The Leys School di Cambridge, accollandosi il mantenimento dei tre figli del fratello maggiore, la cui madre era nel frattempo morta.
Presso la scuola per cui lavorava costituì una società scientifica dedita alla storia naturale e fondò un museo, cui donò la collezione di fossili del padre e la collezione di piante della famiglia, raccolta che comprendeva ben 1200 delle 1400 specie descritte delle piante floreali e delle felci britanniche.
Lucas svolse ricerche in ambito geologico sull'isola di Wight, che, pubblicate sul Geological Magazine, fecero sì che Lucas fosse eletto membro della Geological Society of London.
Nel 1882 fu nominato docente di matematica e scienza al Wesley College di Melbourne, in Australia, dove giunse alla fine di gennaio 1883.
Alla fine del 1892, Lucas fu nominato preside del Newington College di Sydney, ove rimase per sei anni, periodo in cui gli studenti della scuola aumentarono del 50%. Nel 1897 fu presidente della Old Newingtonians' Union.
Nel 1899 divenne insegnante ordinario di Matematica e Scienze presso la Sydney Grammar school, della quale fu preside facente funzioni per parte degli anni della I guerra mondiale e preside dal 1920 al 1923.
Nel frattempo Lucas tenne anche lezioni su argomenti di Scienze Naturali presso l'Università di Melbourne e Sidney.
Fu membro del consiglio della Royal Society of Victoria e successivamente della Linnean Society of New South Wales, della quale fu anche presidente negli anni 1907–1909.
Dopo il pensionamento, a settant'anni, Lucas divenne professore supplente di matematica presso l'Università della Tasmania, incarico che svolse per oltre due anni. In seguito, proseguì i suoi studi, occupandosi in particolare delle alghe, sulle quali era un'autorità in Australia.
Lucas contrasse la polmonite a seguito di un'escursione per raccogliere alghe alle piscine rocciose di Warrnambool, Victoria nel maggio 1936 e, durante il viaggio di rientro, ebbe un collasso sul treno presso Albury. Portato in un ospedale privato, vi morì il 10 giugno 1936.
Il suo ritratto eseguito da H. A. Hanke (1935) è appeso nella sala delle assemblee della Sydney Grammar School. La sua autobiografia, A. H. S. Lucas, scientist, His Own Story, fu pubblicata nel 1937.

### Famiglia
Lucas si sposò nell'agosto 1882 con Charlotte Christmas, che morì nel 1919. Lucas lasciò tre figlie: H. F. Cortis Jones, J. J. O'Keefe e la nubile C. Lucas.

## Opere principali
Lucas contribuì con molti articoli agli atti delle società; oltre 60 articoli si trovano nei Proceedings of the Linnean Society of New South Wales, vol. LXII, pp. 250–2.
Tra il 1894 e il 1903, descrisse molte specie nuove di rettili australiani assieme a Charles Frost.
Con Arthur Dendy scrisse An Introduction to the Study of Botany, pubblicato nel 1892 (III ed., 1915), con W. H. D. Le Souef The Animals of Australia (1909) e The Birds of Australia (1911).
Il suo manuale sulle alghe, Parte 1 di The Seaweeds of South Australia fu pubblicato poco dopo la sua morte.